# ヤロスラフ・ラキツキー
ヤロスラフ・ヴォロディームィロヴィチ・ラキツキー（ウクライナ語: Ярослав Володимирович Ракицький、ラテン文字: Yaroslav Volodymyrovych Rakitskiy、1989年8月3日 - ）は、ウクライナ・ドニプロペトロウシク州ペルショトラーヴェンシク出身のサッカー選手。FCシャフタール・ドネツク所属。元ウクライナ代表。ポジションはDF。

## 経歴
ウクライナのFCシャフタール・ドネツクのユースチームでキャリアをスタートさせ、2009年にトップチーム昇格を果たした。
2019年1月28日、ゼニトと3年半契約を結んだ。
2022年3月2日、ゼニトとの契約を解除した。
2022年7月23日、アダナ・デミルスポルに1年契約で加入した。
2023年1月16日、古巣であるFCシャフタール・ドネツクに復帰し、2022-23シーズン終了までの短期契約を交わした。

## 代表歴
ウクライナ代表として2009年10月10日、イングランド代表戦でデビューを果たした。10月14日、アンドラ代表戦で初ゴールを記録した。ウクライナ代表としてはUEFA EURO 2012とUEFA EURO 2016の2度のメジャー大会に出場し、2009年からの9年間で国際Aマッチ通算54試合に出場した。

## タイトル

### クラブ
FCシャフタール・ドネツク
- ウクライナ・プレミアリーグ : 8回 (2009-10, 2010-11, 2011-12, 2012-13, 2013-14, 2016-17, 2017-18, 2018-19)
- ウクライナ・カップ : 6回 (2010-11, 2011-12, 2012-13, 2015-16, 2016-17, 2017-18)
- ウクライナ・スーパーカップ ： 6回 (2010, 2012, 2013, 2014, 2015, 2017)

ゼニト
- プレミアリーガ ： 4回 (2018-19, 2019-20, 2020-21, 2021-22)
- ロシア・カップ : 1回 (2019-20)
- ロシア・スーパーカップ : 2回 (2020, 2021)